# Rancagua
Rancagua és una ciutat i comuna xilena capital de la regió d'O'Higgins i de la província de Cachapoal, amb 214.344 habitants, té una superfície de 260 km², segon la datació del cens de 2002. Va ser fundada el 1743 amb el nom de Villa Santa Cruz de Triana.